# Arno Metzeroth
Friedrich Franz Arno Metzeroth (* 30. März 1871 in Weimar; † 8. März 1937 ebenda) war ein deutscher Maler, Grafiker und Illustrator.

## Leben
Arno Metzeroth entstammte einer weitläufigen Weimarer, das Malerhandwerk betreibenden Familie. Er war ein Sohn des Tünchermeisters Heinrich (Friedrich Wilhelm Christian Peter) Metzeroth (1847–1913) und dessen Frau Auguste Friederike Christiane, geb. Harras (1846–1915). Von 1893 bis 1898 studierte er an der Weimarer Kunstakademie u. a. als Schüler von Carl Frithjof Smith und Franz Bunke. Zu seinen Studienkollegen gehörte u. a. Peter Paul Draewing, Otto Fröhlich, Oswald Gottfried, Rudolf Holzschuh und Friedrich Malchin (1867–1911), der Sohn Carl Malchins.
Nach dem Studium war er als Lehrer an der Großherzoglichen Zeichenschule Weimar tätig. Max Thedy holte ihn 1921 an die wieder errichtete „Staatliche Hochschule für bildende Kunst“ als Lehrer für Maltechnik. Von 1926 bis zur Auflösung im Jahr 1930 war Metzeroth Leiter der Zeichenschule, die nun den Namen „Staatliche Zeichenschule“ trug. In den Auseinandersetzungen zwischen der Kunstakademie und dem Bauhaus nach dessen Gründung war er in der Weimarer Öffentlichkeit als „Anti-Bauhaus-Kämpfer“ bekannt.
Arno Metzeroth gehörte zu den Malern und Studenten, die in den Sommerferien Franz Bunke in dessen mecklenburgische Heimat begleiteten und hier als Malgäste der Schwaaner Künstlerkolonie Studien in der Umgebung der Stadt betrieben.

## Werke (Auswahl)
- Schützenscheibe mit einer Darstellung des Marktplatzes in Weimar, 1929, Stadtmuseum Weimar im Bertuchhaus[9]

Illustrationen
- Heinrich Schäffer: Das lustige Fliegerbuch – mit vielen Zeichnungen von Arno Metzeroth. A. Hofmann, Berlin 1916 (DNB 361678940)
- Otto Kürsten: Geschichten aus Dottelscht in Thüringer Mundart. (mit 25 Zeichn. von Arno Metzeroth), Duncker, Weimar 1920 (DNB 580481131)
- Max Dürr: Schwabestreich' – sechs Erzählungen in schwäbischer Mundart. (mit 5 Bildern von Arno Metzeroth), Duncker, Weimar 1921 (DNB 579686949)